# Walter Niemann

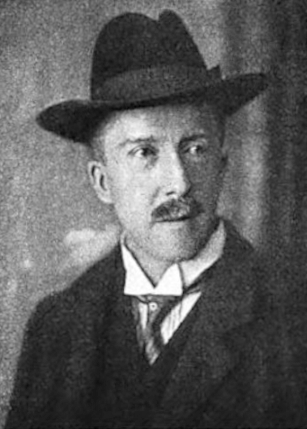

Walter Rudolph Niemann (* 10. Oktober 1876 in Hamburg; † 17. Juni 1953 in Leipzig) war ein deutscher Komponist, Pianist, Musikschriftsteller und -kritiker.

## Leben

Der von Fritz Zalisz entworfene Grabstein für das bereits aufgelassene Urnengrab von Walter Niemann dient heute einer Mustergrabstelle

Niemanns Eltern stammen aus Schleswig-Holstein, seine Mutter Emilie, geb. Peers (1838–1904) aus Tönning in Nordfriesland, sein Vater Rudolph (1838–1898) aus Wesselburen im Kreis Dithmarschen. Niemann wurde in Hamburg geboren und verstand sich, obwohl er nur bis zu seinem 8. Lebensjahr dort lebte, zeitlebens als Hamburger und Schleswig-Holsteiner.
Die Familie war sehr musikalisch. Beide Großväter waren Kirchenmusiker und Organisten in ihren Heimatstädten, Niemanns Onkel Gustav war Geiger aus der Schule Ferdinand Davids und Konzertmeister der Philharmonie von Helsingfors (heute Helsinki), fünf Söhne seiner Tante Margaretha waren ebenfalls Musiker, u. a. Cellisten und Organisten. Niemanns Vater Rudolph Niemann war Komponist und Konzertpianist, Schüler u. a. von Ignaz Moscheles.
Im Jahre 1882 zog die Familie nach Wiesbaden, wo Niemanns Vater im dortigen Kurkonzertbetrieb wirkte, und blieb dort bis zum Tode des Vaters. Niemann und seine zehn Jahre ältere Schwester Elisabeth erhielten früh Klavierstunden bei ihrem Vater. Als Jugendlicher erhielt er zusätzlich Kompositions-Unterricht bei Engelbert Humperdinck in Boppard. Humperdinck war es auch, der sich dafür einsetzte, dass Niemann 1898 ein Studium am Leipziger Konservatorium aufnehmen konnte, nachdem der Vater gestorben war und die Familie vor dem Nichts stand. Niemann holte Schwester und Mutter nach Leipzig, wo seine Mutter 1904 verstarb. Mit seiner Schwester Elisabeth lebte er bis zu ihrem Tod im Jahre 1942 zusammen. Beide waren unverheiratet und kinderlos.
In Leipzig studierte Niemann u. a. bei Reinecke, außerdem Musikwissenschaft bei Hugo Riemann, hörte aber auch musikfremde Fächer, u. a. Philosophie bei Wilhelm Wundt. Nach der Promotion 1901 war er zunächst als Musikschriftsteller tätig, verfasste u. a. Biographien von Brahms und Sibelius und arbeitete als Musikkritiker für Leipziger Zeitungen. In dieser Zeit besuchte er fast jedes Konzert und jeden Klavierabend in Leipzig und eignete sich so ein umfassendes Wissen der Klavierliteratur und zeitgenössischen Pianisten an. Ab 1917 gab er seine Tätigkeit als Musikkritiker auf, vor allem aufgrund von Anfeindungen u. a. von Anhängern Max Regers, denen Niemanns zum Teil scharfe Kritiken missfielen. In den Jahren 1921–24 revidierte Niemann fast das gesamte Repertoire an Phonola Notenrollen für Hupfeld in Leipzig. Dort lernte er auch die beiden „Hauspianisten“ Hupfelds, Walter Gieseking und Bronisław von Poźniak, persönlich kennen. Nachdem Hupfeld durch den Siegeszug der Schallplatte wirtschaftlich in Schwierigkeiten geraten war, gab Niemann diese Tätigkeit auf und widmete sich im Folgenden nahezu ausschließlich der Komposition, wirkte aber auch als Pianist.

## Kompositorisches Werk
Niemanns kompositorisches Werk umfasst rund 190 Opuszahlen, die fast ausschließlich dem Klavier gewidmet sind (insgesamt ca. 1000 Klavierstücke). Ausgehend von Brahms wurde er zu einem der wenigen deutschen Komponisten, die sich stark dem Impressionismus annäherten. In seinen farbigen, oft miniaturhaften Klavierstücken spiegelt sich einerseits eine Neigung zu vergangenen Epochen wider (vgl. etwa Werktitel wie Aus Watteaus Zeit, Sanssouci, Meißner Porzellan), andererseits ein Interesse an exotischen Sujets (vergleichbar dem Engländer Cyril Scott), das in poetisierenden Titeln wie Alt China (op. 62), Der Orchideengarten (op. 76) oder Der exotische Pavillon zum Ausdruck kommt. Des Weiteren zeigt sich in Niemanns Werk außerdem eine tiefe Verbundenheit zur deutschen Volkssage und Natur (vgl. Bilder vom Chiemsee, Ilsenburger Sonate, Die Harzreise)
Das 1919 erstmals erschienene Buch Meister des Klaviers: die Pianisten der Gegenwart und der letzten Vergangenheit gilt noch heute als mustergültiges Standardwerk über Pianisten, das zahlreiche Auflagen erlebte und bis heute benutzt und zitiert wird.

## Musikalischer Stil
Niemann versah seine Partituren mit sehr vielen Vortragsbezeichnungen und Nuancierungen, wie sost., marc. oder ten.-Kennzeichnungen. Auch Crescendo- und Decrescendo-Gabeln sind reichhaltig vorhanden, teilweise werden diese in einer Hand für jede Stimme einzeln ausgeführt.
Harmonisch lässt sich bei Walter Niemann durchweg ein eigenständiger musikalischer Kompositionsstil erkennen, der vor allem durch spätromantische und impressionistische Tongebungen geprägt ist. In seinen fernöstlichen Charakterstücken dominieren hauptsächlich pentatonische Tonleitern, wohingegen er sich in barocken Suiten der Harmoniefolge der damaligen Zeit bediente und diese mit spätromantischen Akkorden kombinierte. Zeitlebens war Niemann eher konservativ geprägt und hielt an der Tonalität fest, was ihm unter anderem einen Rechtsstreit mit Max Reger einbrachte, den er durch eine Kritik stark angegriffen haben soll. Diese Einstellung sorgte allerdings auch dafür, dass sich seine Musik – besonders nach dem Zweiten Weltkrieg – nicht weit verbreitete und er heute fast völlig vergessen ist.

## Veröffentlichungen (Auswahl)
- Die Musik Skandinaviens. Breitkopf & Härtel, Leipzig 1906; Neuauflage BiblioBazaar, 2009.
- Die Musik der Gegenwart und der letzten Vergangenheit bis zu den Romantikern, Klassizisten und Neudeutschen. 5. – 8. Aufl., Schuster & Loeffler, Berlin 1913.
- Johann Hinrich Fehrs. In: Schleswig-Holsteinischer Kunstkalender (1913), S. 34f. (Digitalisat).
- Schleswig-Holsteinische Tondichter der Gegenwart. In: Schleswig-Holsteinischer Kunstkalender (1917), S. 62–73 (Digitalisat).
- Das Klavierbuch, kurze Geschichte d. Klaviermusik u. ihrer Meister, d. Klavierbaues u. d. Klavierliteratur. Mit Tab. über d. Klavierbau u. e. Übersicht über d. Klavierliteratur. Callwey, München 1907, 1930 (13. Aufl.).
- Klavier-Lexikon: Virtuosen, Komponisten, Pädagogen, Methodiker u. Schriftsteller d. Klaviers. 4. Aufl., C. F. Kahnt, Leipzig 1918
- Meister des Klaviers, die Pianisten der Gegenwart und der letzten Vergangenheit. Schuster & Loeffler, Berlin 1919, 1921 (14. Aufl.).
- Mein Leben fürs Klavier. Autobiographie, Hrsg. Gerhard Helzel, Staccato-Verlag, Düsseldorf 2008.

## Dokumente
- Briefe und Autographe von Walter Niemann im Bestand der Musikverlage C. F. Peters und A. J. Benjamin/Sikorski im Sächsischen Staatsarchiv Leipzig.